# Manaf
Manaf (àrab: مناف, Manāf) fou una divinitat preislàmica d'Aràbia. Muhàmmad ibn Jarir at-Tabarí l'assenyala com una de les més grans divinitats de la Meca, però no en dona detalls que també manquen per altres fonts. Es creu que era una deïtat d'origen sud-aràbic i el seu culte s'havia estès entre els quraixites, els hudhaylites i els Banu Tamim.